# Sent Geri
Sent Geri (en francès Saint-Géry) és un municipi francès situat al departament de la Dordonya i a la regió de la Nova Aquitània.

## Demografia
| 1962                                       | 1968 | 1975 | 1982 | 1990 | 1999 | 2007 |
| ------------------------------------------ | ---- | ---- | ---- | ---- | ---- | ---- |
| 274                                        | 258  | 233  | 203  | 207  | 193  | 206  |
| Des de 1962: població sense dobles comptes |      |      |      |      |      |      |

## Administració
| Període   | Identitat       | Partit |
| --------- | --------------- | ------ |
| 1996-2008 | Jacqueline Roux |        |
| 2008-     | Patrick Lalyman |        |